# Форначи ди Барга (Лука)
Форначи ди Барга је насеље у Италији у округу Лука, региону Тоскана.
Према процени из 2011. у насељу је живело 2357 становника. Насеље се налази на надморској висини од 165 м.